# Armstrong (priimek)
Armstrong je priimek več znanih oseb:
- Alexander Armstrong (*1970), angleški igralec, komik, radijska in televizijska osebnost ter pevec
- Alun Armstrong (*1946), angleški igralec
- Bess Armstrong (*1953), ameriška igralka
- Bertram Frank Armstrong (1893—1972), južnoafriški general
- Billie Joe Armstrong (*1972), ameriški glasbenik (rock pevec in kitarist)
- Charles Douglas Armstrong (1897—1985), britanski general
- Edwin Armstrong (1890—1954), ameriški elektrotehnik
- David M(alet) Armstrong (1926—2014), avstralski analitični filozof
- Debbie Armstrong (*1963), ameriška smučarka
- Dido Armstrong (*1971), angleška pop pevka
- Donald Robert Armstrong (1896—1973), ameriški igralec
- Douglas Armstrong (1931—2015), novozelandski igralec kriketa in športni televizijec
- Duncan Armstrong (*1968), avstralski plavalec
- Dylan Armstrong (*1981), kanadski metalec kladiva in alteltski trener
- F. Logie Armstrong (1886—1945), kanadski general
- Gerald S. Armstrong (1924—2015), ameriški častnik, prejel častni znak svobode Republike Slovenije
- Gillian Armstrong (*1950), avstralska filmska režiserka
- Hamilton Fisch Armstrong (1893—1973), ameriški pisatelj
- Henry Armstrong (1912—1988), ameriški boksar
- Henry Edward Armstrong (1848—1937), angleški kemik
- Hilary (Jane) Armstrong (*1945), britanska laburistična političarka
- Jeannette Armstrong (*1948), kanadska pisateljica
- Joe Armstrong (*1978), angleški igralec
- John Armstrong, irski rimskokatoliški škof (Belfasta v 18. stoletju)
- John Armstrong (1709—1779), škotski zdravnik
- John Cardew Armstrong (1887—1953), britanski general
- Jon Armstrong (*1974), angleški motociklist - spidvejist
- Jon Armstrong (čarodej), ameriški čarodej
- Jonas Armstrong (*1981), irsko-angleški igralec
- Karen Armstrong (*1944), angleška pisateljica
- Kelly Michael Armstrong (*1976), ameriški politik, guverner Severne Dakote (2024-)
- Lance Armstrong (*1971), ameriški kolesar
- Lee Armstrong (*1970), ameriška igralka
- Lil Hardin Armstrong (1898—1971), ameriška glasbenica
- Louis Armstrong (1901—1971), afroameriški jazzovski trobentar
- Martin Donisthorpe Armstrong (1882—1974), angleški književnik (pisqatelj in pesnik)
- Neil Armstrong (1930—2012), ameriški astronavt, prvi človek, ki je hodil po površini Lune (oz. drugega nebesnega telesa)
- Neil Armstrong (1932—2020), kanadski hokejski sodnik
- Robert John Armstrong, ameriški rimskokatoliški škof (Sacramento)
- Terry Armstrong (*2000), ameriški košarkar, tudi v Sloveniji
- Tim Armstrong (*1965), ameriški pevec in kitarist (punkrock skupine Rancid)
- Warwick (Robert) Armstrong (1935—2017), novozelandsko-kanadsko-angleški politični geograf, univ. profesor, sodeloval s FF UL
- Warwick Windridge Armstrong (1879—1947), avstralski igralec kriketa
- William George Armstrong (1810—1900), angleški inženir in izumitelj